# Cora Westland
Cora Westland (ur. 28 października 1962 w Bussum) – holenderska kolarka szosowa, dwukrotna medalistka mistrzostw świata.

## Kariera
Największy sukces w karierze Cora Westland osiągnęła w 1990 roku, kiedy wspólnie z Leontien van Moorsel, Monique Knol i Astrid Schop zdobyła złoty medal w drużynowej jeździe na czas na mistrzostwach świata w Utsunomiya. Na rozgrywanych rok później mistrzostwach świata w Stuttgarcie reprezentacja Holandii w składzie: Cora Westland, Astrid Schop, Monique Knol i Monique de Bruin wywalczyła w tej samej konkurencji srebrny medal. W 1988 roku wystartowała w wyścigu ze startu wspólnego podczas igrzysk olimpijskich w Seulu, kończąc rywalizację na 46. pozycji. Ponadto Westland zajmowała między innymi drugie miejsce w holenderskich wyścigach Parel van de Veluwe i Hel van het Mergelland w 1990 roku oraz Omloop van de Maasvallei w 1991 roku.